# Coronation Bridge
Die Coronation Bridge (auch Sevoke Bridge) ist eine zweispurige Straßenbrücke im Distrikt Darjeeling des indischen Bundesstaates Westbengalen. Sie steht etwa 25 km nördlich von Shiliguri nahe dem Ort Sevoke an dem nach Gangtok in Sikkim führenden National Highway 10 (früher NH 31), wo sie den NH 17 (früher ebenfalls NH 31) über die Tista führt. Sie ist neben der Brücke in Jalpaiguri die einzige Verbindung zu den noch weiter östlich gelegenen Landesteilen.
Die Coronation Bridge ist eine Stahlbeton-Bogenbrücke mit einer Spannweite von ungefähr 80 m. Sie wurde nach den Plänen von John Chambers, dem Leiter der Darjeeling Division of the Public Works Department, in den Jahren 1937 bis 1941 durch die in Bombay ansässige Firma J.C. Gammon Ltd gebaut. Ihr parabelförmiger Bogen ist beidseits des Flusses auf Fels gegründet. Das Brückendeck ist mittels schlanker Stützen auf dem Bogen aufgeständert.
Die Grundsteinlegung erfolgte am 5. November 1937 durch Sir John Anderson, den damaligen Gouverneur von Bengalen. Ihr Name erinnert an die Krönung von Georg VI. am 12. Mai 1937.
Die unansehnlich gewordene Brücke wurde um 2010 saniert und mit kräftigen Farben gestrichen.